# Ofentse Pitse
Ofentse Pitse, auch Dikeledi Ofentse Keorapetse Pitse, (* 1. Juli 1992 in Mabopane) ist eine südafrikanische Dirigentin und Architektin. Sie ist die erste schwarze Südafrikanerin, die Dirigentin und Gründerin eines ausschließlich aus Schwarzen bestehenden Orchesters war.

## Leben
Ofentse Pitses Großvater Otto Pitse war Jazz-Dirigent und Trompeter. Im Alter von zwölf Jahren spielte sie zum ersten Mal ein Instrument, als ein Onkel ihr ein Flügelhorn schenkte. Sie spielte in der Band der Heilsarmee in Mabopane. Pitse besuchte die renommierte Kunstschule Pro Arte Alphen Park. Sie konnte dort Musik nicht als offizielles Fach belegen, weil sie zu Hause kein Klavier hatte. Sie studierte Architektur an der Witwatersrand-Universität und erwarb 2017 einen Bachelor.
2017 gründete Pitse Anchored Sound, einen Jugendchor, für den sie klassisch ausgebildete schwarze Südafrikaner auswählte. Sie baute nach und nach den Chor mit etablierten klassischen schwarzen Musikern zu einem Symphonieorchester aus. 2019 wandte sich Pitse an Thami Zungu, den Leiter der Musikabteilung der Technische Universität Tshwane, und an Gerben Grooten, den Dirigenten des Philharmonischen Orchesters der Universität Pretoria, die ihr jeweils Mentoren für das Dirigieren zur Seite stellten. 2021 bestand Anchored Sound aus einem 45-köpfigen Orchester und einem 30-köpfigen Chor und hatte sich sowohl mit klassischer Musik wie Vivaldis vier Jahreszeiten als auch mit zeitgenössischen Kompositionen von afrikanischen Künstlern auseinandergesetzt.
Im Juni 2024 dirigierte Pitse das Redbull Symphonic Orchestra vom DJ Kabza De Small in Johannesburg.